# Szymon Marciniak
Szymon Marciniak (* 7. Januar 1981 in Płock) ist ein polnischer Fußballschiedsrichter. Er steht seit 2011 auf der Liste der FIFA-Schiedsrichter. Er pfiff Spiele bei den Europameisterschaften 2016 und 2024 sowie bei den Weltmeisterschaften 2018 und 2022, bei Letzterer leitete er unter anderem das WM-Finale zwischen Argentinien und Frankreich.

## Karriere

### Anfänge und Nationale Ligen
Szymon Marciniak verfolgte eine Karriere als Fußballspieler und ist seit 2002 auch Fußball-Schiedsrichter. Seine eigene Spielerlaufbahn gab er zugunsten einer Karriere als Schiedsrichter auf und ist seit 2009 in der höchsten polnischen Spielklasse, der Ekstraklasa, als Schiedsrichter aktiv (erstmals zwischen GKS Bełchatów und Odra Wodzisław Śląski). Höhepunkte seiner nationalen Schiedsrichterlaufbahn waren unter anderem die dreimalige Leitung des Endspiels um den Polnischen Fußballpokal, erstmals 2013 zwischen Sieger Legia Warschau und Śląsk Wrocław. Im Jahr 2016 wurde er ein zweites Mal mit der Leitung des Finales betraut, diesmal zwischen Lech Posen und dem erneuten Sieger Legia Warschau. Ein drittes Pokalfinale in Polen steht für ihn aus der Saison 2021/22 zu Buche, als Lech Posen Raków Częstochowa mit 1:3 unterlag. Zudem leitete er zweimal das Spiel um den Polnischen Supercup. Erstmals 2017 beim 4:5 n. E. zwischen Meister Legia Warschau und Pokalsieger Arka Gdynia und dann erneut 2023 beim Aufeinandertreffen zwischen Raków Częstochowa und Legia, welches die Hauptstädter diesmal für sich entscheiden konnten.
Neben seiner Tätigkeit in der polnischen Liga verzeichnet Marciniak Einsätze in mehreren ausländischen Ligen, darunter in der Schweizer Challenge League, der japanischen J-League und der Qatar Stars League. Die meisten Spielleitungen außerhalb Polens stehen für ihn in Saudi-Arabien zu Buche. Neben über 30 Partien (Stand August 2025) in der Saudi Professional League leitete Marciniak auch dreimal das Endspiel um den saudi-arabischen Fußballpokal. Zudem pfiff er weitere Pokalendspiele in mehreren Ländern, z. B. in Griechenland, den Vereinigten Arabischen Emiraten, Ägypten und Zypern. 2025 pfiff er das Finale um die albanische Fußballmeisterschaft.

### Internationaler Aufstieg
Sein erstes internationales Spiel leitete Marciniak im März 2011 in der Qualifikation für die U-17-Europameisterschaft 2011 zwischen den Mannschaften von Norwegen und Belarus. Ein Jahr später leitete er sein erstes A-Länderspiel, ein Freundschaftsspiel zwischen Israel und der Ukraine.
Sein Debüt in der Gruppenphase der Champions League gab er 2014 bei der Begegnung zwischen Juventus Turin und Malmö FF.
Einen ersten internationalen Karrierehöhepunkt erlebte er 2015, als er für die U-21-Europameisterschaft 2015 nominiert und nach zwei Einsätzen in der Gruppenphase, unter anderem beim Eröffnungsspiel, schließlich mit der Leitung des Finales zwischen Schweden und Portugal betraut wurde. Im Anschluss nahm ihn die UEFA in die Elite-Kategorie der europäischen Top-Schiedsrichter auf.
Im Dezember 2015 gab die UEFA bekannt, dass Marciniak zu den 18 Schiedsrichtern gehört, die bei der Europameisterschaft 2016 in Frankreich zum Einsatz kommen sollen. Bei dem Turnier leitete er insgesamt 3 Spiele, darunter das letzte Gruppenspiel Österreichs gegen Island, sowie das Achtelfinale der deutschen Mannschaft gegen die Slowakei. Die FIFA nominierte ihn am 29. März 2018 für die Weltmeisterschaft 2018. Als Assistenten begleiten ihn Tomasz Listkiewicz und Paweł Sokolnicki. Das Gespann kam zu zwei Einsätzen in der Vorrunde, darunter das deutsche Gruppenspiel gegen Schweden, in dem er Jérôme Boateng in der 82. Minute mit Gelb-Rot des Feldes verwies. Im selben Jahr betraute ihn die UEFA mit der Leitung des UEFA Super Cup Endspiels zwischen Real Madrid und Atlético Madrid in Tallinn, welches die Rojiblancos in der Verlängerung für sich entscheiden konnten.

### Rückschläge, Comeback und absolute Weltspitze
Die Europameisterschaft 2021 verpasste er durch eine mehrmonatige Krankheitspause aufgrund kardialer Komplikationen infolge einer COVID-19-Infektion. Nach seinem Comeback wurde er für den FIFA-Arabien-Pokal 2021 berufen und leitete dort drei Spiele, darunter ein Halbfinale.
2022 wurde Marciniak für die Weltmeisterschaft 2022 in Katar berufen, gemeinsam mit seinen Assistenten Sokolnicki und Listkiewicz. Hierbei leitete er zunächst ein Gruppenspiel und ein Achtelfinale. Auf dieser Grundlage nominierte ihn die FIFA als Schiedsrichter des WM-Finales zwischen Argentinien und Frankreich am 18. Dezember 2022. In diesem verhängte er insgesamt drei Strafstöße (zwei gegen Argentinien, einen gegen Frankreich), soviele wie in keinem WM-Finale zuvor. Seine Leistung im Finale wurde mehrfach gelobt. Der ehemalige deutsche Referee Thorsten Kinhöfer sprach von „absoluter Weltklasse“, das Sportmagazin Kicker verlieh Marciniak die Bestnote 1,0. Von der IFFHS wurde er 2022 zum Welt-Schiedsrichter gekürt.
Eine für einen Schiedsrichter außergewöhnliche Saison fand in der Champions League ihre Fortsetzung, als er nach je einem Einsatz in Achtel-, Viertel- und Halbfinale auch für das UEFA-Champions-League-Finale 2023 zwischen Manchester City und Inter Mailand nominiert wurde. Wenige Tage vor dem Finale wurde publik, dass er einen Vortrag über Motivation auf einer vom polnischen Rechtsextremisten Sławomir Mentzen organisierten Konferenz gehalten hatte. Ihm wurde daher vorgeworfen, er stünde auch inhaltlich der von Mentzen mitgeführten, rechtsextremen Sammlungsbewegung Konfederacja nahe; diese Vorwürfe wurden von der UEFA untersucht, auch eine Neubesetzung des Finales stand im Raum. Im Zuge der Untersuchung erklärte Marciniak, ihm seien die politischen Verbindungen der Konferenzorganisatoren nicht bekannt gewesen, und entschuldigte sich öffentlich für seine Teilnahme. Daraufhin bestätigte ihn die UEFA als Schiedsrichter für das Champions-League-Finale. Im Dezember des gleichen Jahres vertrat er die UEFA bei der FIFA-Klub-Weltmeisterschaft 2023, wo er eine weitere Finalspielleitung verzeichnen konnte. Die IFFHS kürte ihn daraufhin erneut zum Weltschiedsrichter des Jahres.
In der Saison 2023/24 sorgte Marciniak mit einer umstrittenen Abseitsentscheidung im Champions-League-Halbfinale zwischen Bayern München und Real Madrid für größeres Aufsehen. In einer äußert knappen Situation entschieden sein Assistent und er auf Abseits, statt wie im Regelwerk vorgeschrieben, die Situation zunächst weiterlaufen zu lassen, währenddessen einige Sekunden später Bayern München den Ausgleich erzielt hätte. Die Abseitssituation konnte nicht nachträglich durch den VAR überprüft werden, da die Situation sofort abgepfiffen worden war.
Für die Fußball-Europameisterschaft 2024 in Deutschland wurde Marciniak mit seinen Assistenten Tomasz Listkiewicz und Adam Kupsik nominiert. Nach seinem Fehler im Champions-League-Halbfinale entzog die UEFA Medienberichten zufolge Marciniak die Leitung des EM-Eröffnungsspiels zwischen Deutschland und Schottland, für das er offenbar ursprünglich eingesetzt werden sollte. Das Team kam in einem Gruppenspiel sowie in einem Achtelfinale zum Einsatz. Zudem unterstützte Marciniak als 4. Offizieller den französischen Schiedsrichter François Letexier im Finale zwischen England und Spanien.
Bei der erstmalig mit 32 Teams ausgetragenen FIFA-Klub-Weltmeisterschaft 2025 in den USA kam er mit seinem Gespann Listkiewicz/Kupsik zu drei Einsätzen, darunter im Halbfinale.

### Turniere
- U-21-Fußball-Europameisterschaft 2015 in Tschechien
- U-20-Fußball-Weltmeisterschaft 2017 in Südkorea
- Fußball-Europameisterschaft 2016 in Frankreich:

| Phase        | Datum         | Spielort    | Heimmannschaft | Gastmannschaft | Ergebnis  |
| ------------ | ------------- | ----------- | -------------- | -------------- | --------- |
| Gruppenphase | 13. Juni 2016 | Toulouse    | Spanien        | Tschechien     | 1:0 (0:0) |
| Gruppenphase | 22. Juni 2016 | Saint-Denis | Island         | Österreich     | 2:1 (1:0) |
| Achtelfinale | 26. Juni 2016 | Lille       | Deutschland    | Slowakei       | 3:0 (2:0) |

- Fußball-Weltmeisterschaft 2018 in Russland:

| Phase        | Datum         | Spielort | Heimmannschaft | Gastmannschaft | Ergebnis  |
| ------------ | ------------- | -------- | -------------- | -------------- | --------- |
| Gruppenphase | 16. Juni 2018 | Moskau   | Argentinien    | Island         | 1:1 (1:1) |
| Gruppenphase | 23. Juni 2018 | Sotschi  | Deutschland    | Schweden       | 2:1 (0:1) |

- FIFA-Arabien-Pokal 2021 in Katar:

| Phase        | Datum         | Spielort | Heimmannschaft | Gastmannschaft | Ergebnis  |
| ------------ | ------------- | -------- | -------------- | -------------- | --------- |
| Gruppenphase | 30. Nov. 2021 | al-Chaur | Katar          | Bahrain        | 1:0 (0:0) |
| Gruppenphase | 4. Dez. 2021  | al-Wakra | Libanon        | Algerien       | 0:2 (0:0) |
| Halbfinale   | 15. Dez. 2021 | Doha     | Katar          | Algerien       | 1:2 (0:0) |

- Fußball-Weltmeisterschaft 2022 in Katar:

| Phase        | Datum         | Spielort  | Heimmannschaft | Gastmannschaft | Ergebnis                        |
| ------------ | ------------- | --------- | -------------- | -------------- | ------------------------------- |
| Gruppenphase | 26. Nov. 2022 | Doha      | Frankreich     | Dänemark       | 2:1 (0:0)                       |
| Achtelfinale | 3. Dez. 2022  | ar-Rayyan | Argentinien    | Australien     | 2:1 (1:0)                       |
| Finale       | 18. Dez. 2022 | Lusail    | Argentinien    | Frankreich     | 3:3 n. V. (2:2, 2:0), 4:2 i. E. |

- FIFA-Interkontinental-Pokal 2023 in Saudi-Arabien

- Fußball-Europameisterschaft 2024 in Deutschland:

| Phase        | Datum         | Spielort | Heimmannschaft | Gastmannschaft | Ergebnis  |
| ------------ | ------------- | -------- | -------------- | -------------- | --------- |
| Gruppenphase | 22. Juni 2024 | Köln     | Belgien        | Rumänien       | 2:0 (1:0) |
| Achtelfinale | 29. Juni 2024 | Berlin   | Schweiz        | Italien        | 2:0 (1:0) |

- FIFA-Klub-Weltmeisterschaft 2025 in den USA